# Gare de Laon
Gare de Laon – stacja kolejowa w Laon, w departamencie Aisne, w regionie Hauts-de-France, we Francji.
Została otwarta w 1857 przez Compagnie des chemins de fer du Nord. Jest stacją SNCF, obsługiwaną przez pociągi TER Picardie.